# Kullervo (Sibelius)
Kullervo ist ein zwischen Sinfonie und Sinfonischer Dichtung stehendes Werk des finnischen Komponisten Jean Sibelius (1865–1957), das auch Chor und Vokalsolisten miteinbezieht. Trotz großen Erfolges der Uraufführung 1892 in Helsinki untersagte Sibelius bald darauf weitere Gesamtaufführungen zu seinen Lebzeiten.

## Entstehung
Kullervo, das op. 7 von Jean Sibelius, entstand zwischen 1890 und 1892 in Wien und Helsinki. Sibelius hatte sich zuvor intensiv mit dem finnischen Nationalepos Kalevala befasst, in dem sich auch die tragische Heldensage Kullervo findet (31.–36. Gesang). Wichtige musikalische Schlüsselerlebnisse für den Musikstudenten Sibelius dieser Zeit waren einerseits die Aufführung der Sinfonie Aino seines Landsmannes Robert Kajanus (ebenfalls nach Kalevala-Motiven) in Berlin und andererseits Aufführungen der Sinfonien Beethovens und Bruckners in Wien.

## Instrumentation
Die Partitur sieht folgende Besetzung vor: 2 Flöten, 2 Oboen, 2 Klarinetten, 2 Fagotte, 4 Hörner, 3 Trompeten, 3 Posaunen, Tuba, Pauke, Schlagzeug und Streicher. Hinzu treten Mezzosopran- und Baritonsolo und Männerchor.

## Aufbau und Charakteristika
Die Aufführungsdauer des fünfsätzigen Werkes beträgt etwa 70 bis 75 Minuten. Die Sätze 1, 2 und 4 sind rein instrumental, während im 3. Satz Mezzosopran- und Baritonsolo sowie Männerchor hinzukommen, im 5. Satz abermals der Männerchor (die Originalsprache ist Finnisch). Formal ist das Werk nicht eindeutig zuzuordnen und bewegt sich im Übergangsbereich zwischen (Chor)-Sinfonie und Sinfonischer Dichtung. Sibelius selbst bezeichnete es stets als „Symphonie“.
Trotz der teils nordisch-archaisch wirkenden (und für die Entstehungszeit des Werks durchaus kühnen) Klangsprache verwendete Sibelius keine originalen Motive der finnischen Volksmusik. Dem tragischen Sujet entsprechend herrscht eine düster-grüblerische, zuweilen martialische Stimmung vor. Zu den Charakteristika des Werks zählt die Verwendung modaler Harmonik und häufiger 5/4-Takt.
Satzfolge (in Klammer jeweils die finnische Originalbezeichnung):
1. Introduktion (Johdanto), Allegro moderato. - Rein instrumental, Grundtonart e-Moll, der Sonatenform folgend.
2. Kullervos Jugend (Kullervon nuoruus), Grave. - Rein instrumental, rondoartig, harmonisch hervorzuheben Dreiklangsmischungen H-Dur / h-Moll
3. Kullervo und seine Schwester (Kullervo ja hänen sisarensa), Allegro vivace. - Umfangreichster Satz, mit Männerchor (fast immer einstimmig, jedoch teils mehrfach oktaviert geführt) und beiden Vokalsolisten. Von teilweise opernhafter Wirkung, großteils im 5/4-Takt stehend.
4. Kullervo zieht in den Kampf (Kullervon sotaanlähtö), Alla marcia. - Rein instrumental, Grundtonart C-Dur, mit Zügen eines Scherzos.
5. Kullervos Tod (Kullervon kuolema), Andante. - Klagegesang mit Männerchor und Orchester. Die Coda greift auf das 1. Thema des 1. Satzes zurück.

## Uraufführung und Rezeption
Die Uraufführung von Kullervo fand am 28. April 1892 in Helsinki mit dem Orchesterverein Helsinki und den Solisten Emmy Achté und Abraham Ojanperä unter Leitung des Komponisten statt. Sie stieß auf große Begeisterung und wurde gar als „Geburtsstunde der finnischen Musik“ gefeiert. Sibelius dirigierte Kullervo bis 1893 noch viermal, als die Kritik überraschend in Hohn umschwang und er, erschüttert, weitere Komplettaufführungen zu seinen Lebzeiten untersagte. Abgesehen von isolierten Aufführungen des 3. bzw. 4. Satzes erklang Kullervo erst 1958, ein Jahr nach Sibelius’ Tod, wieder gesamthaft (unter Leitung von Jussi Jalas, Sibelius’ Schwiegersohn). Mittlerweile liegen mehrere Einspielungen, vorwiegend unter finnischen Dirigenten, vor.